# Ośliczka jaskiniowa
Ośliczka jaskiniowa (Proasellus cavaticus) – gatunek skorupiaka z rzędu równonogów, zamieszkującego wody podziemne (stygobionta). Jest smuklejsza i jaśniej ubarwiona od ośliczki pospolitej. Nie ma oczu. Żyje również w Polsce.